# Smithfield Foods
Smithfield Foods é uma empresa americana de alimentos fundada por Joseph W. Luter em 1936 e atualmente é a maior processadora de carne de porco dos Estados Unidos.Desde de 2013 pertence ao grupo chinês Shuanghui.
Na década de 1990 e empresa foi multada várias vezes por orgãos do governo dos Estados Unidos por contaminação de água.
Em 1992 abriu na cidade de Tar Heel no estado da Carolina do Norte abriu a maior unidade industrial de processamento de alimentos do mundo com cerca de 973.000 metros quadrados e em 2000 tinha capacidade de  processar mais de 32.000 suínos por dia.
Em outubro de 2003 adquiriu 100% da cooperativa de agricultura Farmland Industries por 367,4 milhões de dólares.
A companhia possui mais de 50 marcas de carne de porco, frescos e produtos de carne suína, alimentos frios e preparados, a Smithfield Foods também tem operações em mais 11 países na América do Norte e Europa e em 2013 possuía 46.000 empregados.
Em maio de 2013 o grupo empresarial de alimentos da China Shuanghui comprou 76% da Smithfield Foods por 4,7 bilhões de dólares, a aquisição foi aprovada em setembro de 2013,foi até a data a maior aquisição de uma empresa chinesa nos Estados Unidos.

## Empresas pertencentes a Smithfield Foods
- AgriPlus (Polônia)
- Agroindustrial del Noroeste (México)
- Animex (Polônia)
- Carolina Food Processors (Estados Unidos)
- Cumberland Gap Provision Co. (Estados Unidos)
- Eckrich (Estados Unidos)
- Farmland Foods (Estados Unidos)
- Granjas (México)
- Carroll de México (México)
- John Morrell & Company (Reino Unido)
- Murphy-Brown (Estados Unidos)
- Norson  (México)
- North Side Foods Corp. (Estados Unidos)
- Premium Standard Farms (Estados Unidos)
- Smithfield Ferme/Comtim Group (Romênia)
- Smithfield Packing Company (Estados Unidos)
- Smithfield Prod (Romênia)
- Smithfield Foods (Reino Unido)
- Smithfield Foods International Group (Estados Unidos)
- Smithfield Specialty Foods Group (Estados Unidos)
- Smithfield Premium Genetics Group  (Estados Unidos)